# 新薛河
新薛河古称薛水，旧称十字河，位于中国山东省西南部，属于南四湖水系。明代嘉靖四十五年（1566年）导薛水南入大沙河，1957年从今滕州市官桥镇官庄村向西南开挖入微山湖，名“新薛河”。此后便将薛河和开挖入湖新河统称为“新薛河”。新薛河有两源：东江和西江。主源西江发源于枣庄市山亭区水泉镇柴山前；东江发源于山亭区徐庄镇米山顶。两源于山亭区南部山城街道的海子村合流后，西南流入滕州市境，至柴胡店镇南辛村西北，左岸有分洪道向南至枣庄市薛城区陶庄镇皇殿村注入大沙河。新薛河自分洪口继续西南流入微山县境，穿过老运河故道，最后在微山县城以南的爱湖村注入微山湖。全长89.6公里，流域面积686平方公里。途纳张庄河、大计河、羊庄河及小魏河等支流。